# Горностаевка (Самарская область)
Горноста́евка — деревня в Елховском районе Самарской области России. Входит в состав сельского поселения Никитинка.

## География
Деревня находится в северной части Самарской области, в лесостепной зоне, на левом берегу реки Кондурча, на расстоянии примерно 2 км (по прямой) к северо-востоку от села Елховка, административного центра района. Абсолютная высота — 54 м над уровнем моря.
Климат
Климат характеризуется как умеренно континентальный. Среднегодовая температура воздуха — 4 °С. Средняя температура воздуха самого тёплого месяца (июля) — 26,3 °C (абсолютный максимум — 39 °C); самого холодного (января) — −12,8 °C (абсолютный минимум — −48 °C). Снежный покров держится в течение 150 дней.
Часовой пояс
Деревня Горностаевка, как и вся Самарская область, находится в часовой зоне МСК+1. Смещение применяемого времени относительно UTC составляет +4:00.

## Население
| 2010 | 2011 | 2012 | 2013 | 2014 |
| ---- | ---- | ---- | ---- | ---- |
| 112  | ↗118 | ↘107 | →107 | ↗114 |

Половой состав
По данным Всероссийской переписи населения 2010 года, в гендерной структуре населения мужчины составляли 45,5 %, женщины — соответственно 54,5 %.
Национальный состав
Согласно результатам переписи 2002 года, в национальной структуре населения русские составляли 87 % из 125 чел.